# Över-Gottsarn
Över-Gottsarn är en sjö i Åsele kommun i Lappland och ingår i Gideälvens huvudavrinningsområde. Sjön har en area på 0,48 kvadratkilometer och ligger 334 meter över havet. Sjön avvattnas av vattendraget Flärkån.

## Delavrinningsområde
Över-Gottsarn ingår i det delavrinningsområde (710460-159849) som SMHI kallar för Inloppet i Ytter-Gottsarn. Medelhöjden är 364 meter över havet och ytan är 5,36 kvadratkilometer. Räknas de 9 avrinningsområdena uppströms in blir den ackumulerade arean 96,47 kvadratkilometer. Flärkån som avvattnar avrinningsområdet har biflödesordning 2, vilket innebär att vattnet flödar genom totalt 2 vattendrag innan det når havet efter 131 kilometer. Avrinningsområdet består mestadels av skog (87 procent). Avrinningsområdet har 0,48 kvadratkilometer vattenytor vilket ger det en sjöprocent på 9 procent.